# Николь Энистон
Нико́ль Э́нистон (англ. Nicole Aniston, урождённая Э́шли Нико́ль Ми́ллер, англ. Ashley Nicole Miller; род. 9 сентября 1987, Сан-Диего, Калифорния, США) — американская порноактриса.

## Карьера в порнофильмах
Энистон имеет немецкие и греческие корни. Николь Энистон дебютировала в порно в 2010 году. До начала карьеры Николь работала в итальянском ресторане, но со временем возненавидела эту работу и своего босса. Сейчас, работая в порнобизнесе, она имеет достаточные средства к существованию, может позволить себе жизнь высокого качества, и её родственники согласились с тем, что эта работа вполне подходящая, потому что законная и прибыльная. 
В 2011 году Николь Энистон сделала операцию по увеличению груди. Была «киской месяца» журнала «Penthouse» в августе 2012 года и «киской года» в 2013 году.
По данным на 2020 год, снялась более чем в 520 порнофильмах.

## Избранная фильмография

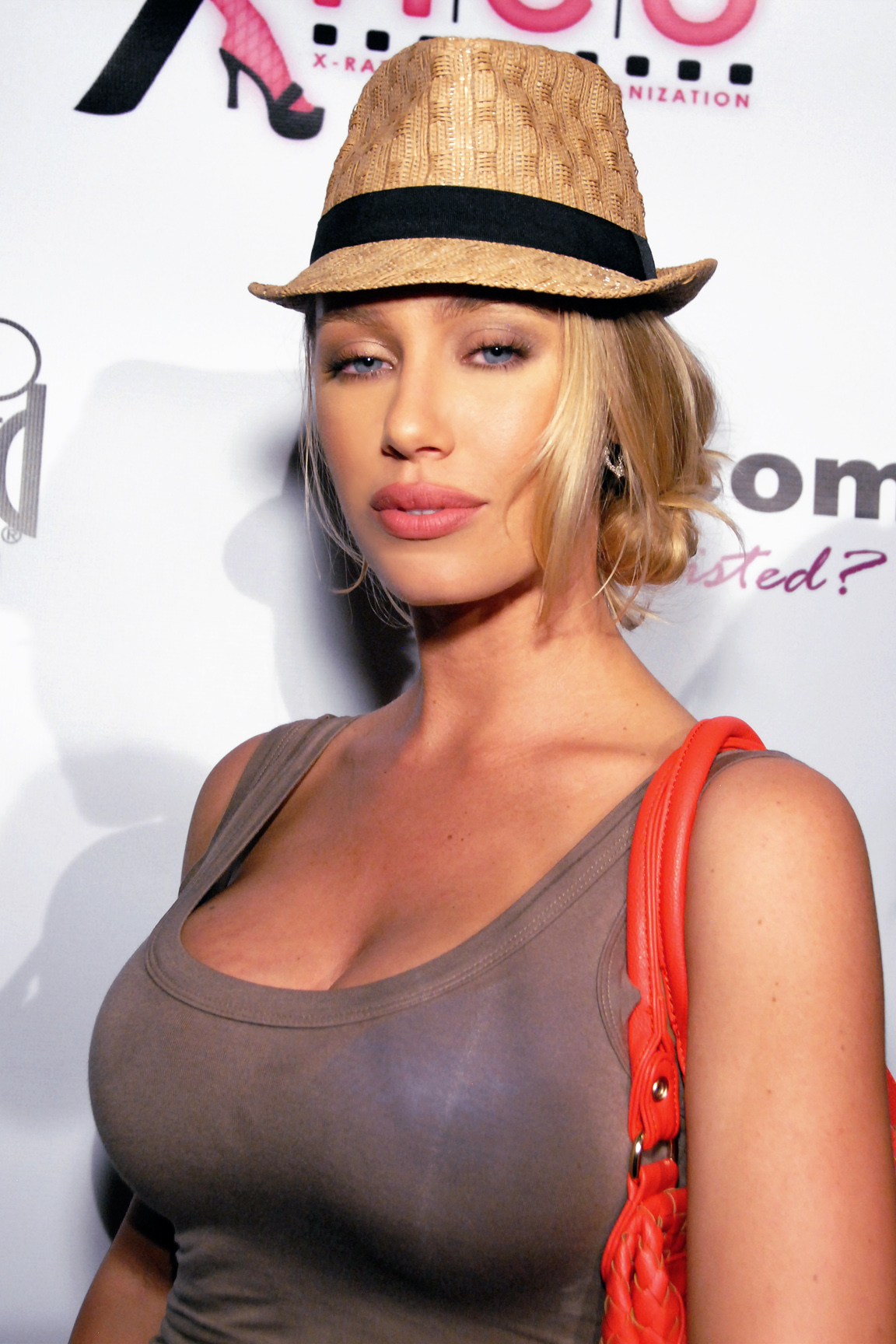
Энистон на церемонии XRCO Award, Голливуд, 2012 год

- 2010 — Official Californication Parody[5]
- 2011 — Bang Bus 35
- 2011 — This Ain’t Fox News XXX
- 2011—2018 — Big Tits at Work
- 2012 — OMG It’s the Flashdance: XXX Parody — Кристал
- 2012 — Tomb Raider XXX: An Exquisite Films Parody
- 2012 — This Ain’t the Smurfs XXX
- 2012 — Thor XXX: An Extreme Comixxx Parody
- 2012 — Men in Black: A Hardcore Parody
- 2012 — Women Seeking Women 86
- 2012 — Спартак MMXII: Начало
- 2012 — Xena XXX: An Exquisite Films Parody — Афродита
- 2016 — XXX-Men: Shagging the Shapeshifter (XXX Parody)
- 2017 — The Parodies 8. Girl In Her Shell: A XXX Parody
- 2017 — Interracial Icon 5
- 2018 — Anal Beauty 8
- 2018 — Black & White 11
- 2020 — Reboot Camp

## Награды и номинации

### AVN Award
| Год  | Категория                                 | Работа                                                                      | Результат |
| ---- | ----------------------------------------- | --------------------------------------------------------------------------- | --------- |
| 2013 | Самая «жёсткая» сцена                     | Men in Black: A Hardcore Parody (вместе с Мией Лилэни и Брэдом Армстронгом) | Номинация |
| 2015 | Премия фанатов: Лучшие «буфера»           |                                                                             | Номинация |
| 2017 | Лучшая сцена лесбийского группового секса | Tasty Treats                                                                | Номинация |

### XBIZ Award
| Год  | Категория                   | Работа                       | Результат |
| ---- | --------------------------- | ---------------------------- | --------- |
| 2012 | Лучшая новая старлетка      |                              | Номинация |
| 2013 | Лучшая исполнительница года |                              | Номинация |
| 2014 | Лучшая лесбийская сцена     | Girls Who Love Girls 1       | Номинация |
| 2015 | Лучшая сцена — Виньетка     | Tonight’s Girlfriend 24      | Номинация |
| 2016 | Лучшая сцена — Виньетка     | 2 Chicks Same Time 20        | Номинация |
| 2017 | Лучшая сцена — Виньетка     | Tonight’s Girlfriend 55      | Номинация |
| 2018 | Лучшая сцена — Комедия      | Viking Girls Gone Horny      | Номинация |
| 2019 | Лучшая сцена — Виньетка     | Pussy Is The Best Medicine 2 | Номинация |
| 2020 | Лучшая сцена — Виньетка     | Icons 2                      | Номинация |